# Halmstad Marinfestival
Halmstad Marinfestival (tidigare Halmstads Marinfestival men från och med 2009 Halmstad Marinfestival) med Baltic Sail var en återkommande festival med maritimt tema. Festivalen arrangerades av Halmstad & Co i juli varje år åren 2005-2010. Inträdet på festivalen var gratis. Marinfestivalen ersatte Laxivalen som en längre tid brottats med svikande publik.

## Festivalen
Den första festivalen arrangerades år 2005. Festivalen arrangerades längs Tullkammarkajen i Halmstad utmed Nissans östra sida. Under festivalen besökte ett antal segelfartyg (ca 15-20 st) från Baltic Sail Halmstad och lade till vid Tullkammarkajen. Det var segelfartygen som var huvudattraktionen på festivalen. Allmänheten bjöds ombord och en del av fartygen arrangerade rundturer. De flesta fartygen hade även barserveringar ombord, som brukade vara mycket populära. År 2007 besöktes festivalen av ostindiefararen Götheborg som drog mycket folk. Festivalen gästades även detta år av något så ovanligt som Earthrace. 
På land så fanns det utöver de sedvanliga öl och restaurangtälten ett utställningsområde där olika företag visade upp sig. På flera scener brukade det bjudas på musikunderhållning med både lokala och riksbekanta artister. För barnen fanns även ett tivoli. Samtidigt med Marinfestivalen så brukade Rix FM arrangera Rix FM Festival på en stor grusplan på festivalområdet samt konsert med Rydell & Quick. Festivalen 2006 lockade 80.000 besökare och 2007 ökade antalet till 100 000.
Ryska stoltheten Sedov gästade festivalen år 2008 och ostindiefararen Götheborg besökte återigen festivalen 2009.
Festivalen arrangeras även i år 2010, för att nästkommande år - 2011, ersättas av The Tall Ships' Races den 5 - 8 augusti.

## Festivaldatum
- 2005 -    18-24 juli

- 2006 -    20-23 juli

- 2007 -   19-22 juli

- 2008 -   17-20 juli

- 2009 -   30 juli-2 aug

- 2010 -   29 juli-1 aug

## Andra städer
Sail Karlskrona är det andra arrangemanget i Sverige utöver Halmstads Marinfestival som får besök av Baltic Sail, se Sail Karlskrona. Gävle är fr.o.m. 2009 den tredje svenska staden att arrangera Baltic Sail.

## Bilder från 2009

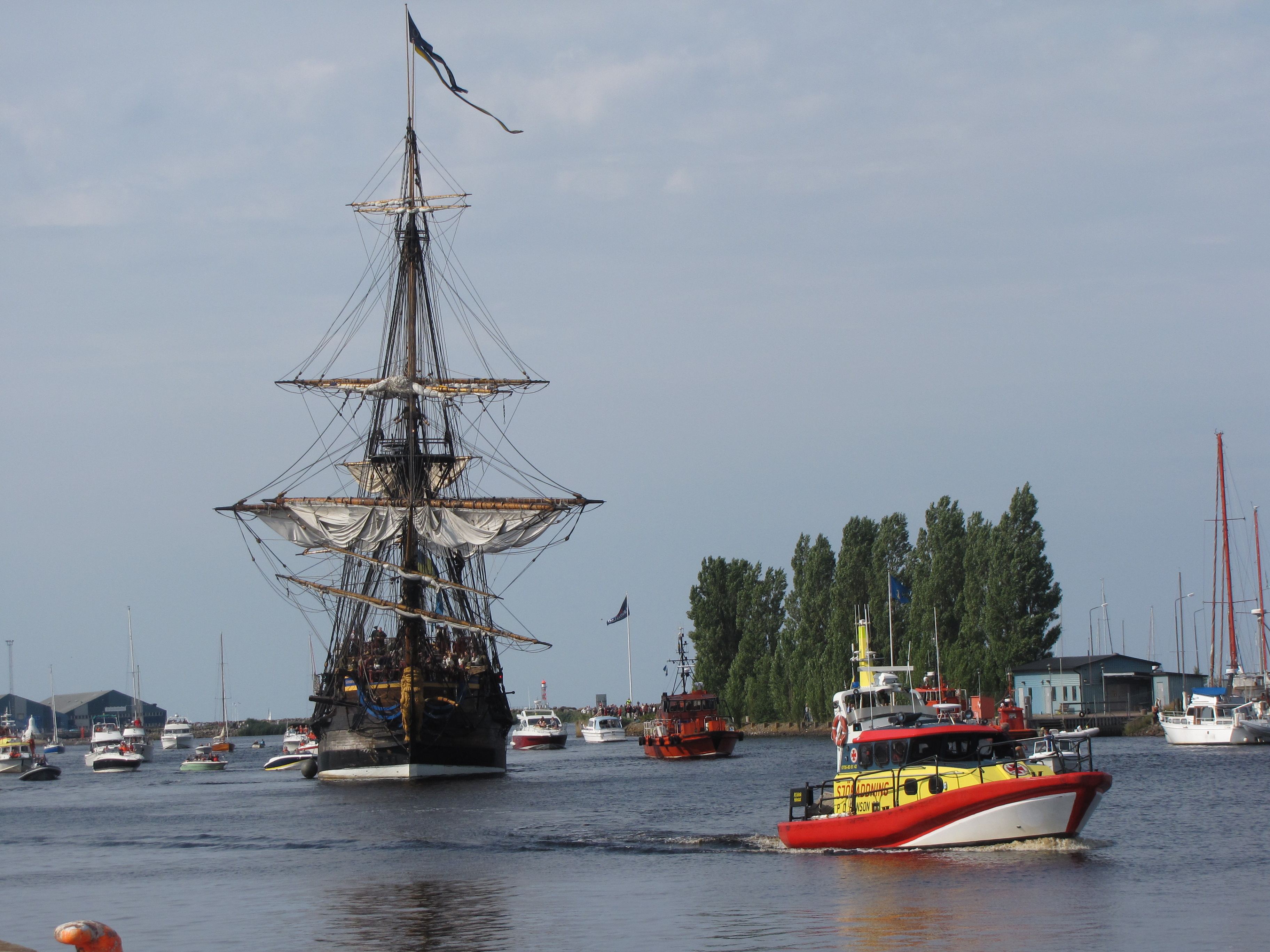
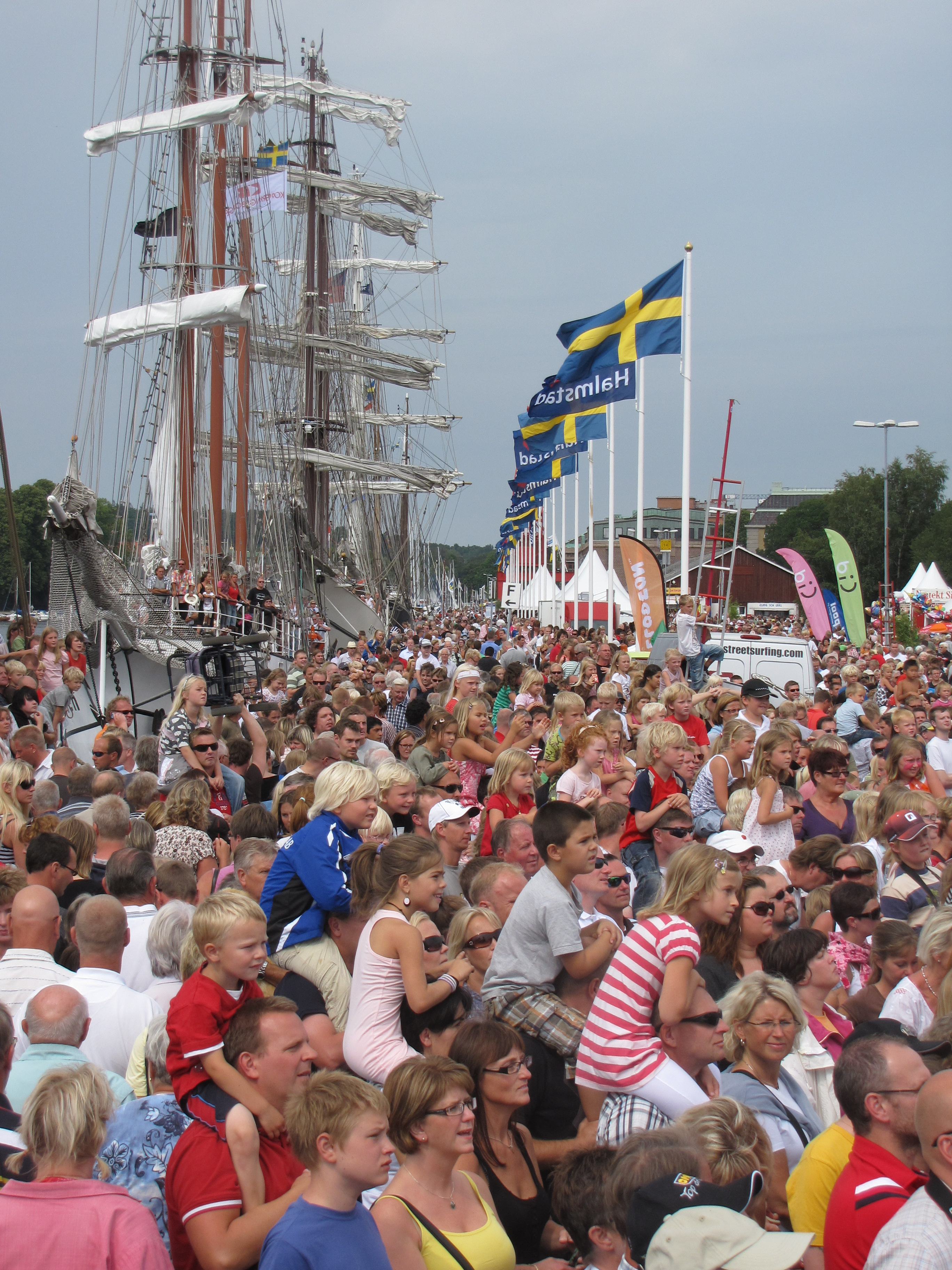
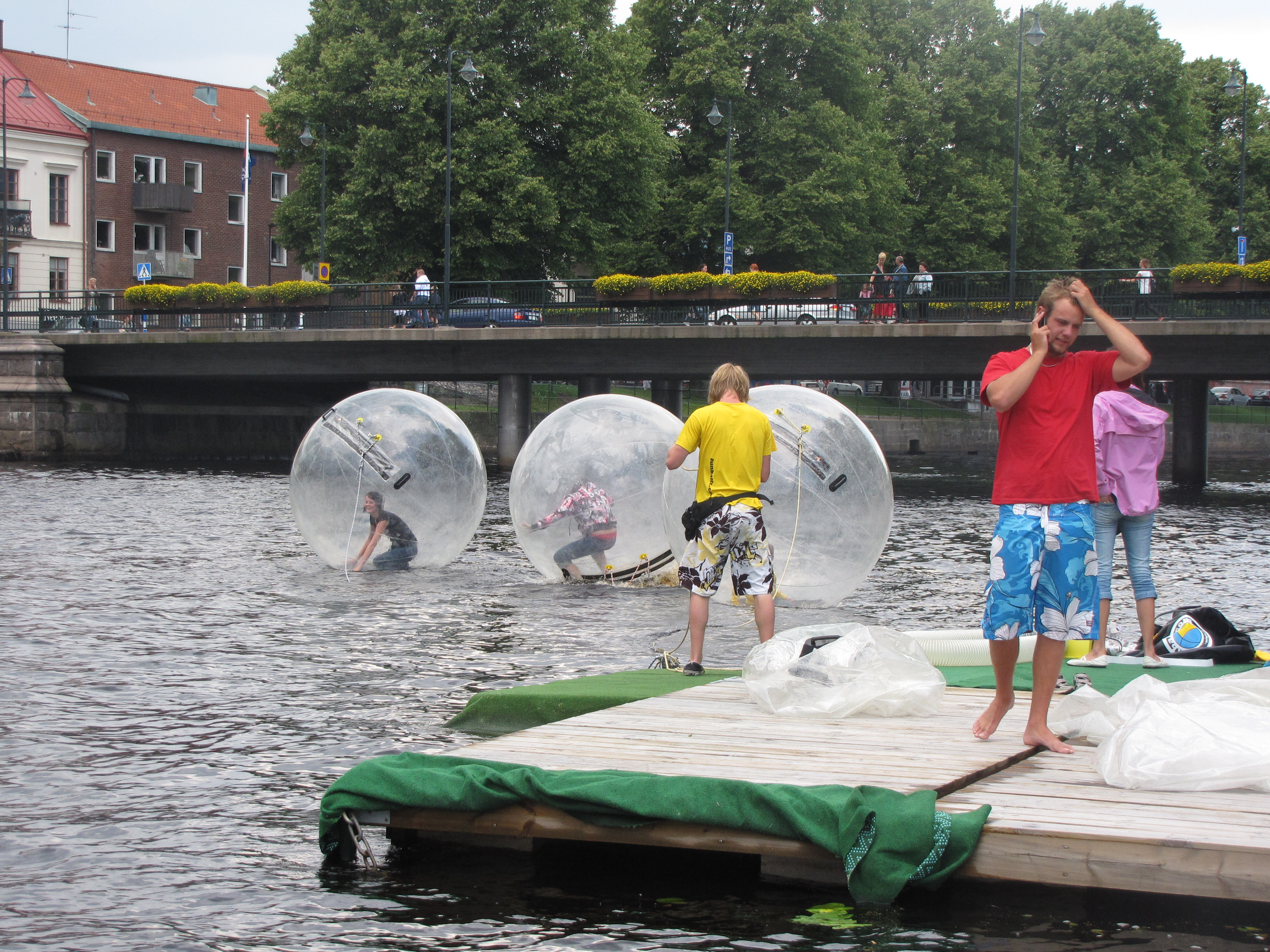

## Bilder från 2007

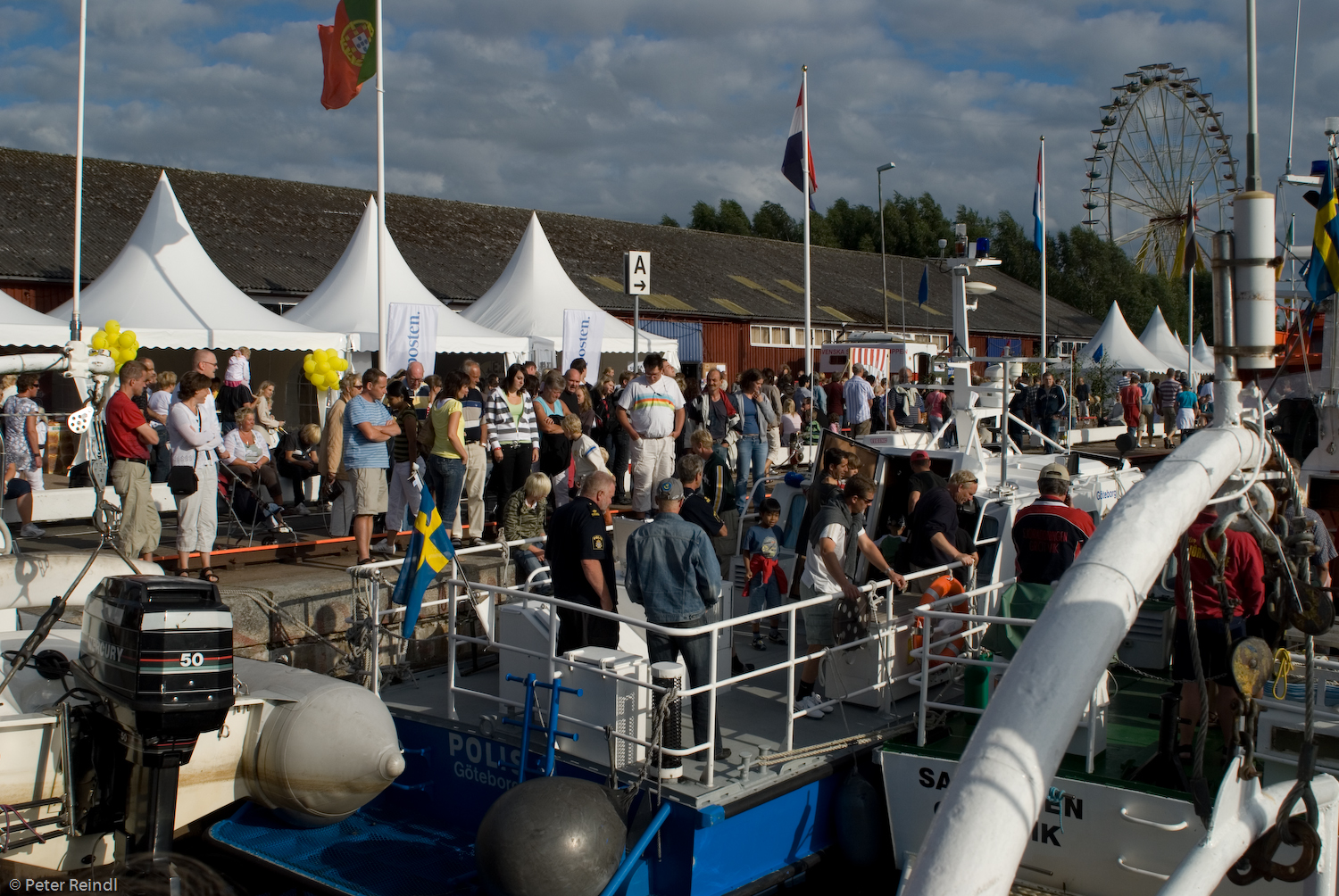
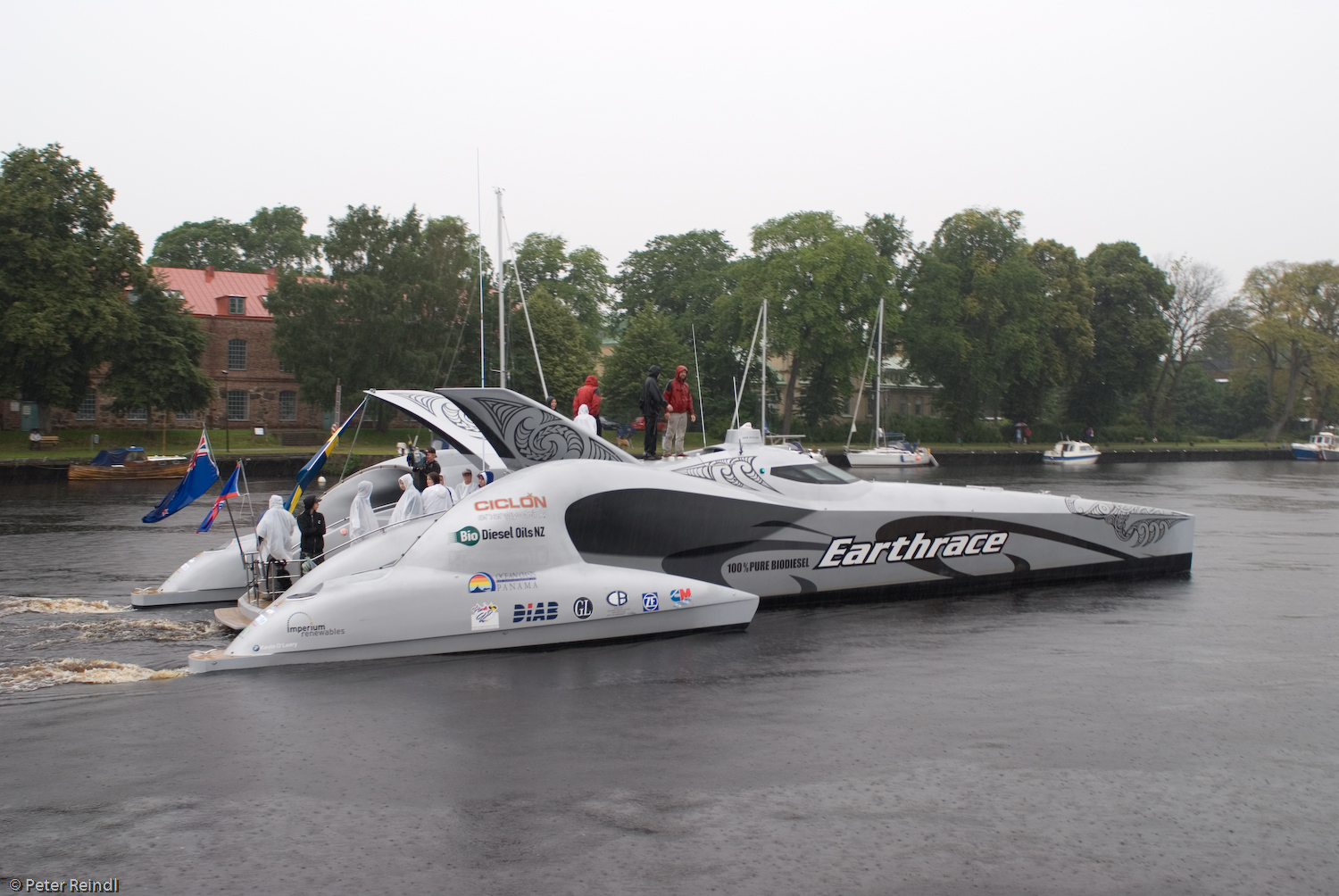
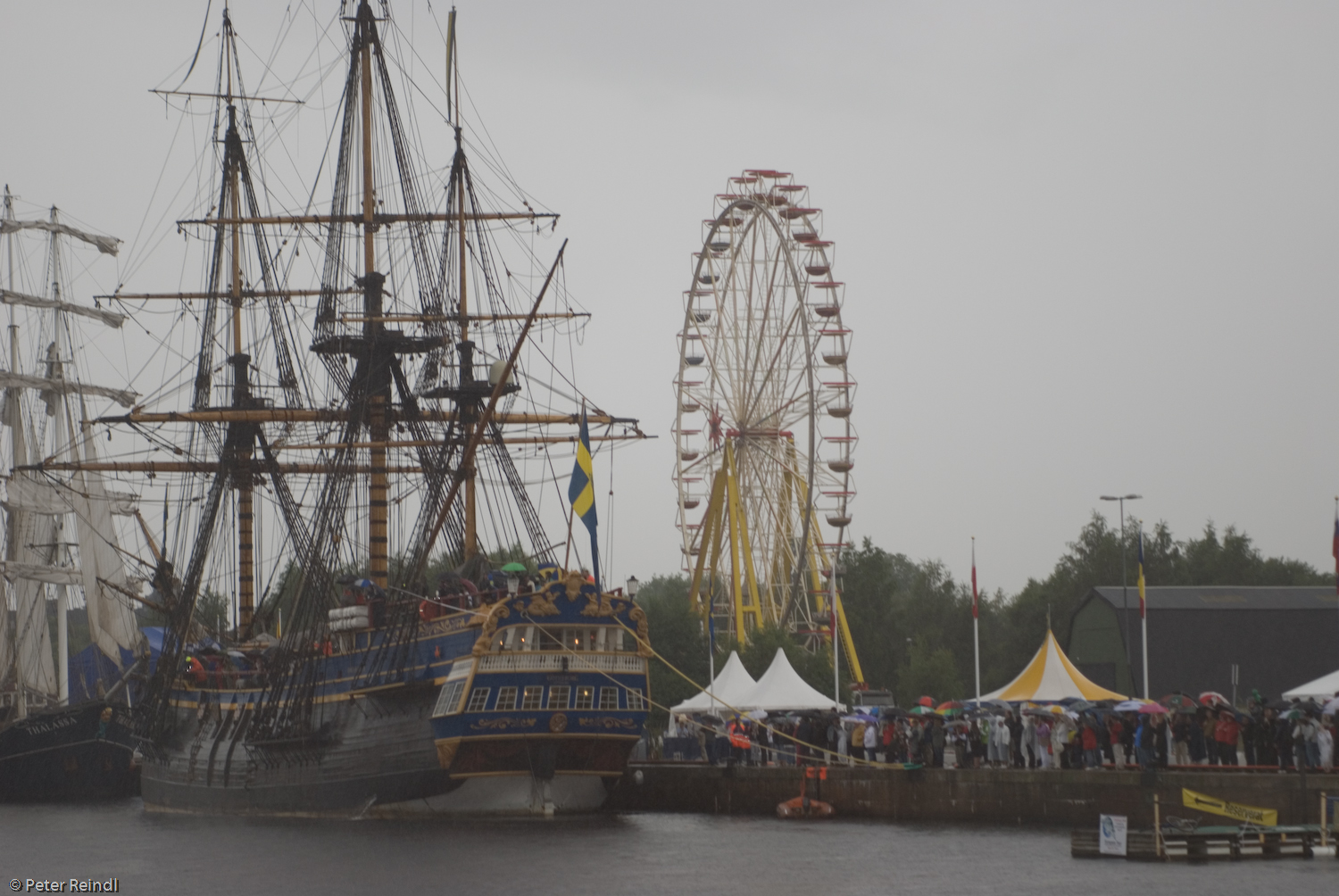

## Bilder från 2006

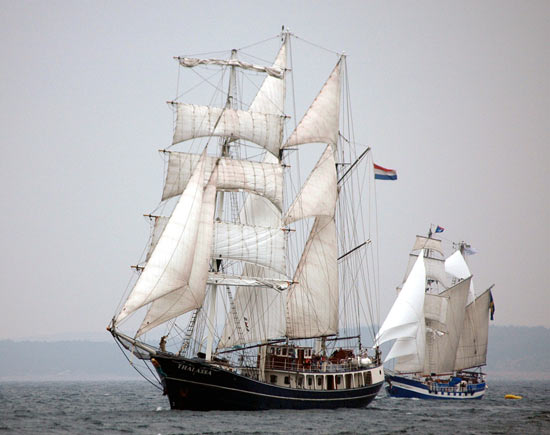
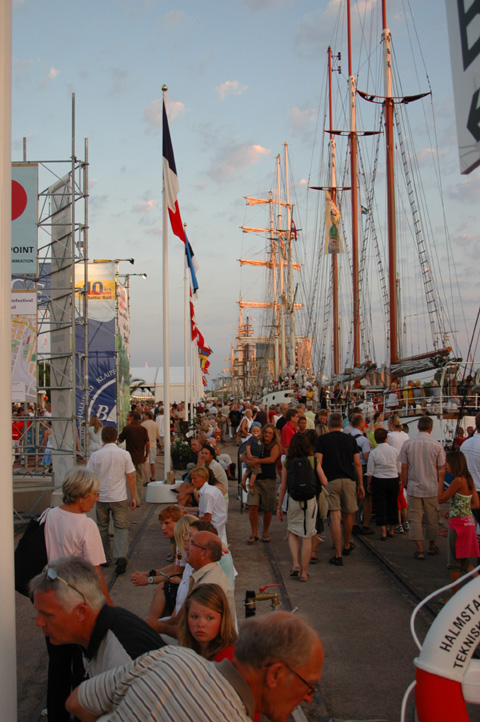
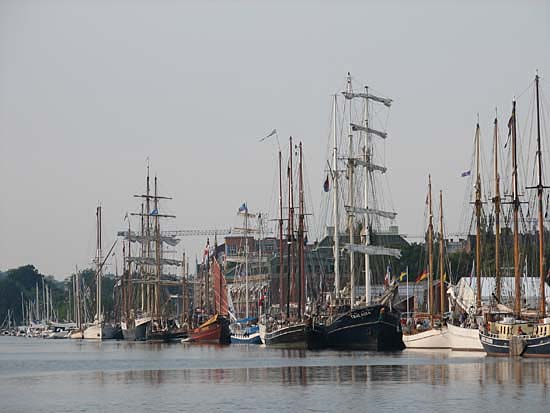

## Bilder från 2005

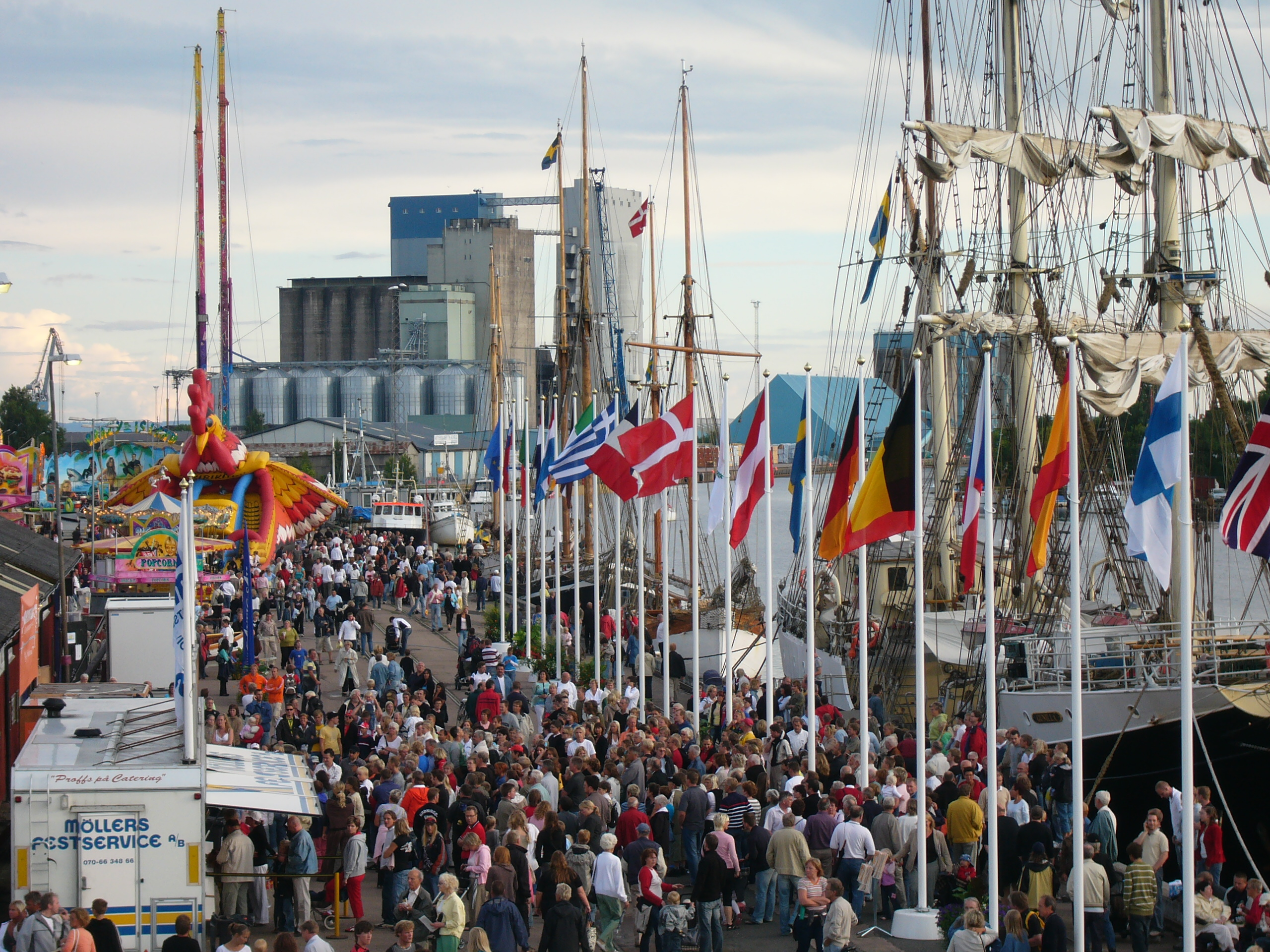
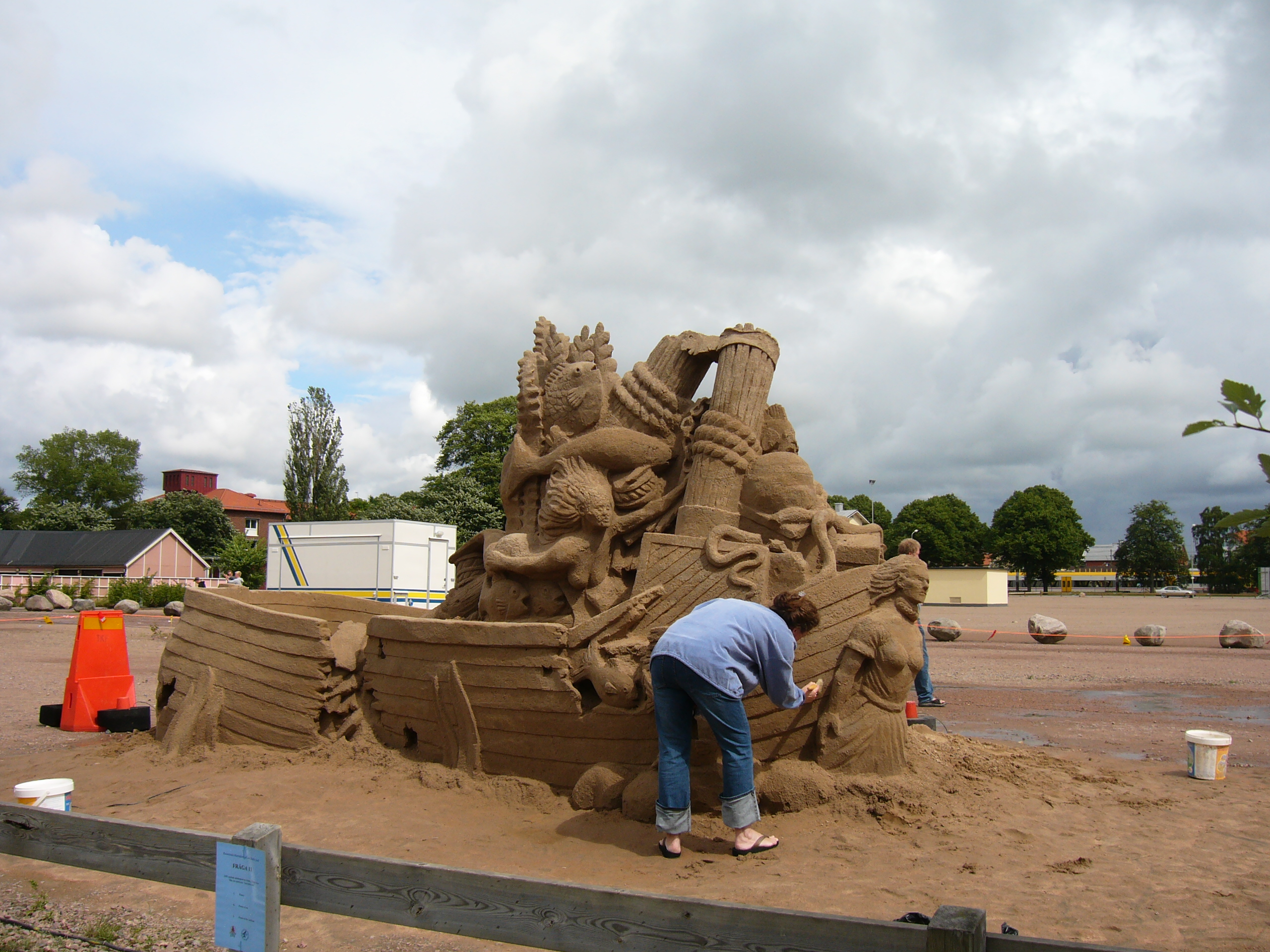

## Bilder från 2008

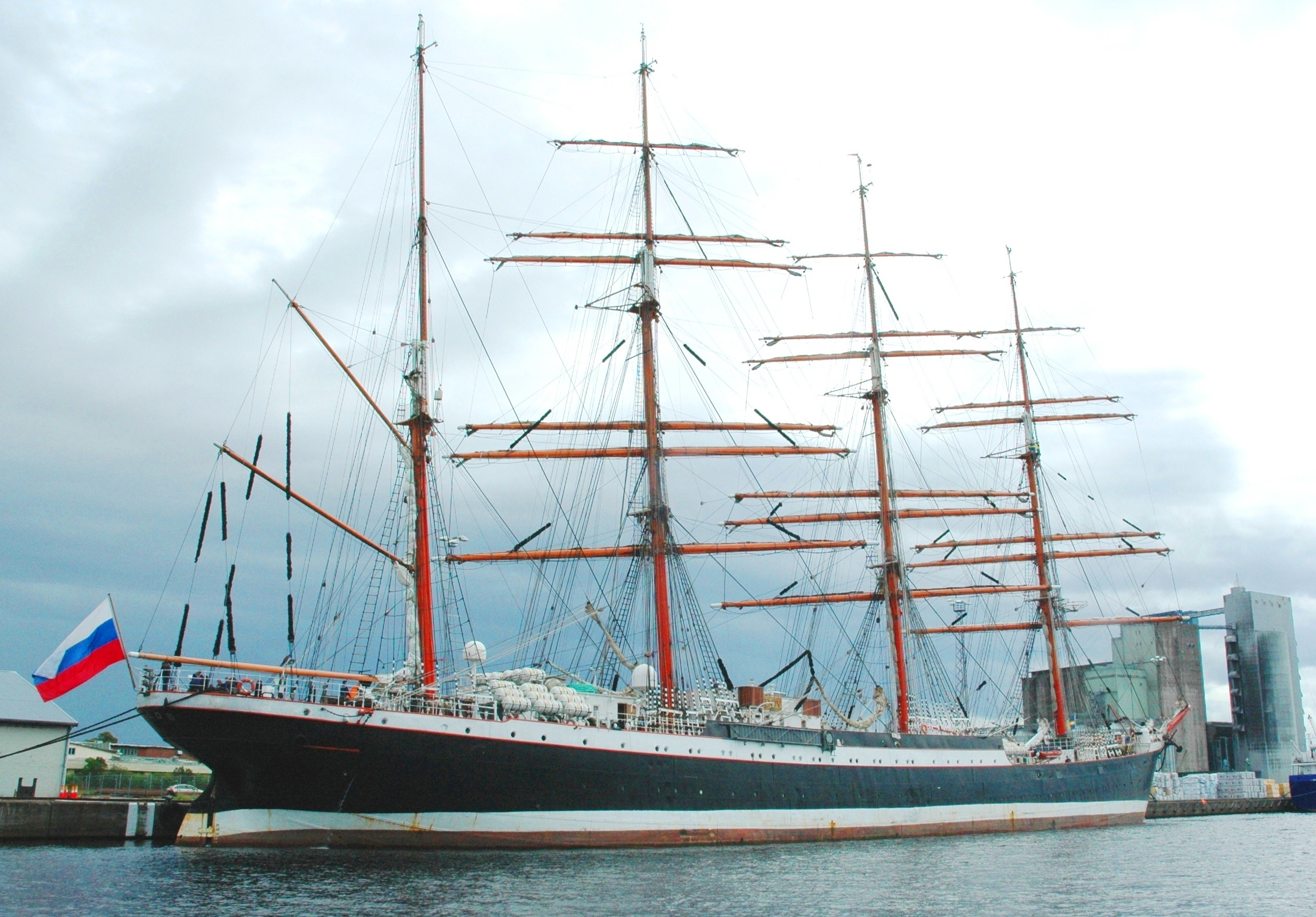
Sedov
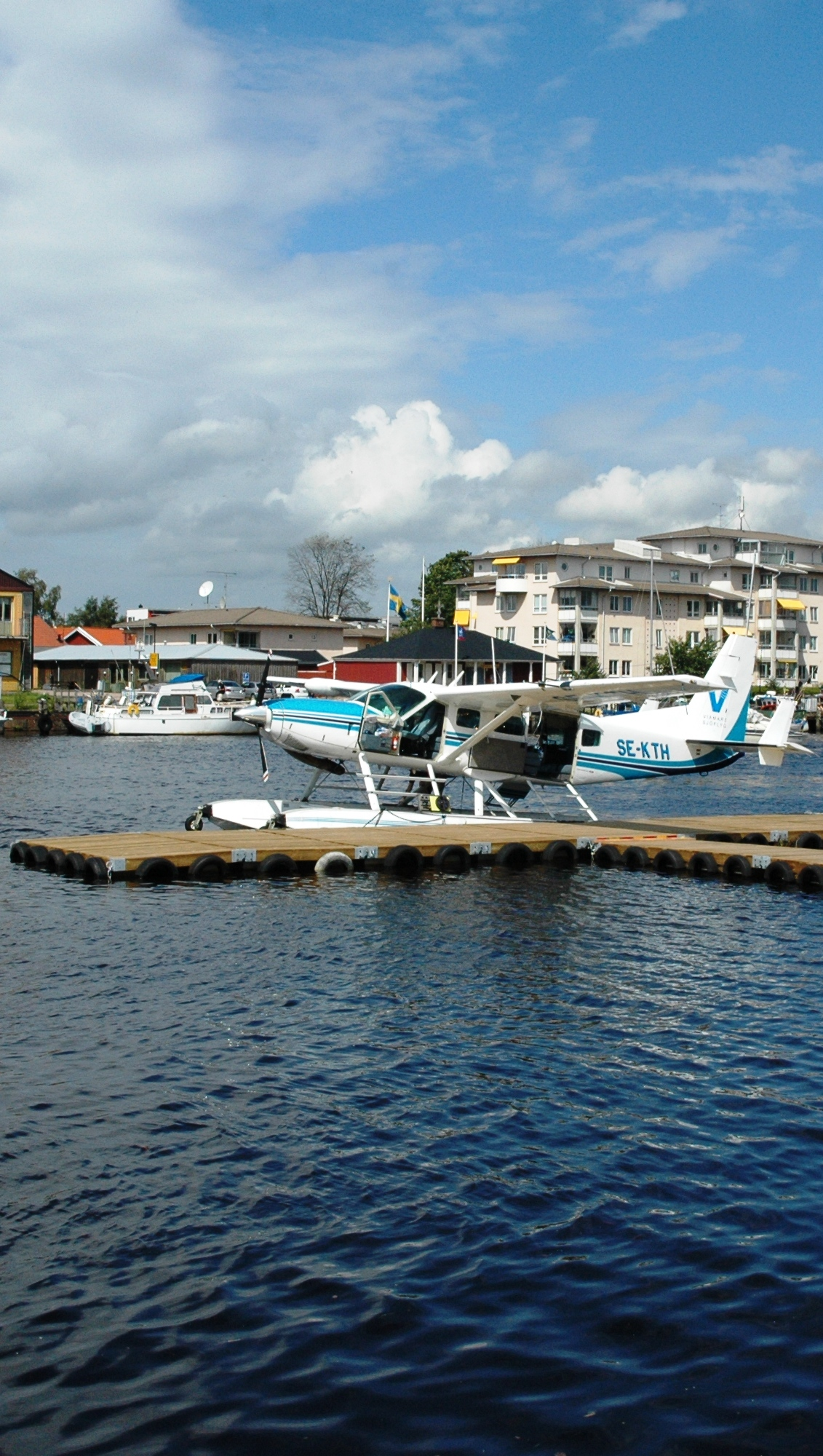
Sjöflygplan
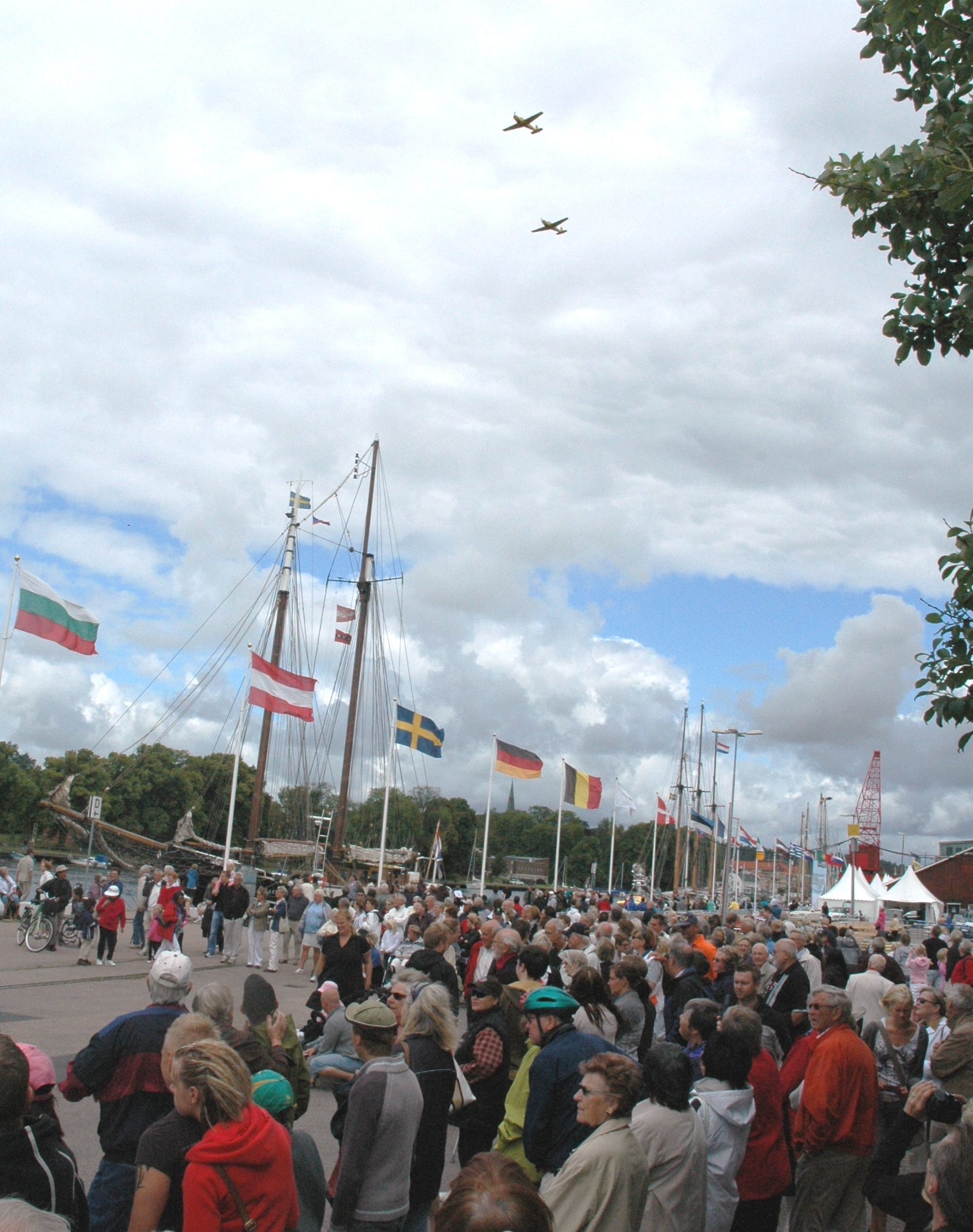
Invigning
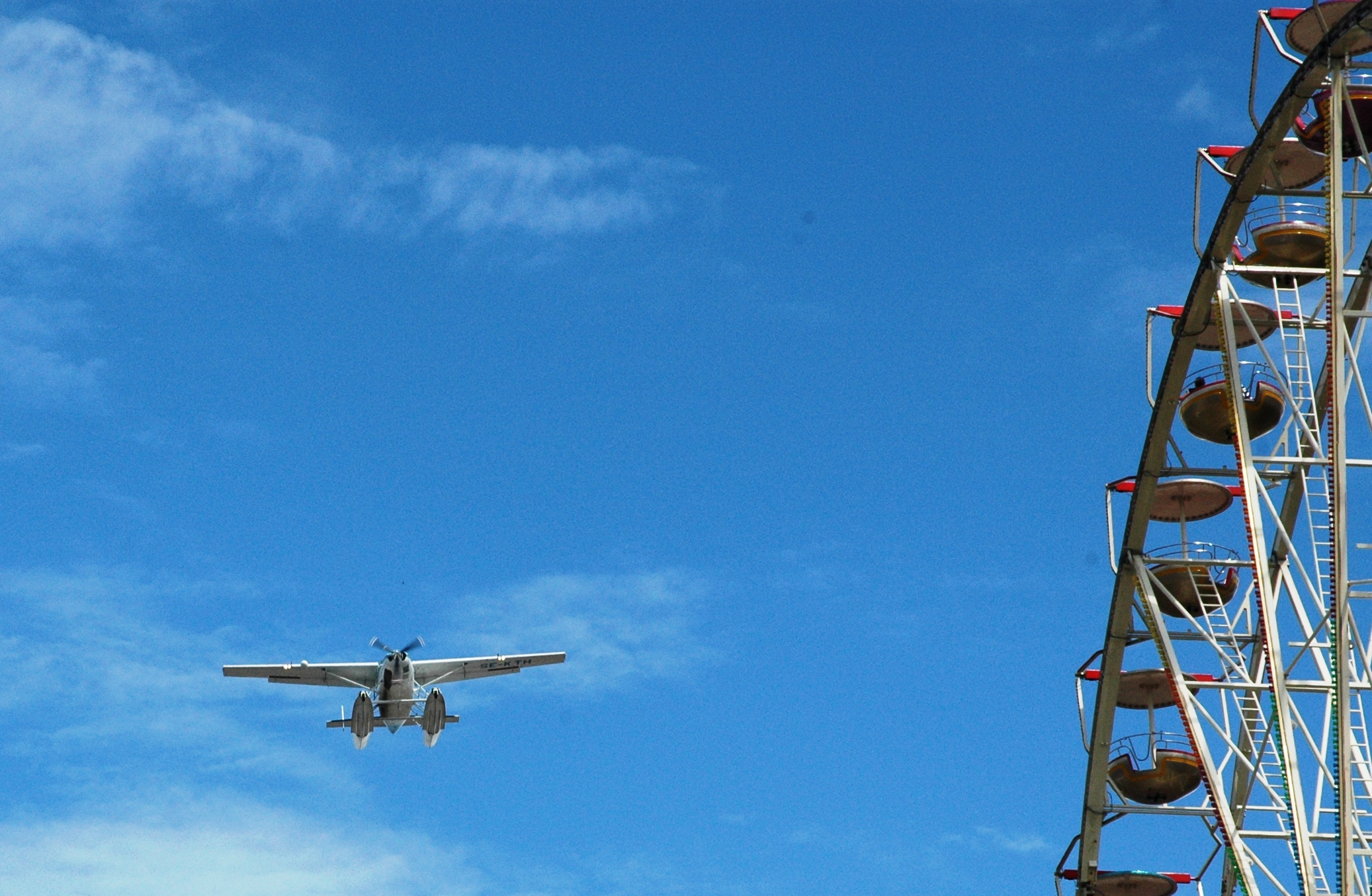
Sjöflygplan